# Florian z Kościelca
Florian z Kościelca (zwany Laskary) herbu Leszczyc (zm. 21 czerwca 1333 w Pułtusku) – biskup płocki w latach 1318–1333, kanonik płocki, kanonik gnieźnieńskiej kapituły katedralnej, kapelan księcia płockiego Bolesława II, prepozyt płockiej kapituły katedralnej do 1317 roku.

## Życiorys
Wymieniany jest 6 sierpnia 1299 jako kapelan księcia płockiego Bolesława II. W 1311 wspominany jako proboszcz płocki. Prowizję na biskupa płockiego po uprzednim wyborze przez kapitułę otrzymał po 29 września 1318. W 1320 był jednym z najważniejszych świadków procesu polsko-krzyżackiego. W związku z najazdami litewskimi starał się kultywować dobre stosunki z zakonem. Był jednym z inicjatorów zawarcia sojuszu pomiędzy zakonem krzyżackim i księciem Wacławem płockim, akt którego potwierdził własną pieczęcią 14 kwietnia 1321. Wspierał również osadnictwo byłych poddanych zakonu na terenach dóbr kościelnych diecezji płockiej. Wytyczył granice pomiędzy swoją diecezją a ziemiami należącymi do biskupstwa kujawskiego. Był inicjatorem budowy zamku biskupiego w Pułtusku, który stał się zapewne jedną ze stałych rezydencji biskupów płockich. Wspierał zakon bożogrobców i był jednym z kolektorów świętopietrza.